# Paige McGarvin
Paige McGarvin (* 28. Oktober 1996 in Dallas, Texas) ist eine US-amerikanische Schauspielerin.

## Leben
McGarvin wurde am 28. Oktober 1996 in Dallas geboren. 2005 sammelte sie erste schauspielerische Erfahrungen in einer Ausgabe der von Jimmy Kimmel moderierten Sendung Jimmy Kimmel Live! sowie im Kurzfilm Pain Is Beauty. 2017 und 2018 war sie jeweils in einer Episode der Fernsehdokuserie Morde, die Schlagzeilen machten zu sehen. Im selben Jahr wirkte sie unter anderen in drei Episoden der Fernsehserie Rich Africans in der Rolle der Aubrey und in einer Nebenrolle im Film End of the World – Gefahr aus dem All mit. 2018 wirkte sie außerdem im Musikvideo zum Lied Another Life von IZZAT und BRBN mit. Von 2018 bis 2019 gehörte sie in 57 Episoden zum Hauptcast der Serie Totally TV. Eine Nebenrolle verkörperte sie 2019 im Fernsehfilm Psycho BFF. Ab demselben Jahr bis 2020 war sie in der Fernsehserie The Family Business in der Rolle der Baby zu sehen. 2020 übernahm sie außerdem eine der Hauptrollen als Sarah im Tierhorrorfilm Shark Season – Angriff aus der Tiefe.

## Filmografie (Auswahl)
- 2005: Jimmy Kimmel Live! (Fernsehserie, Episode 4x116)
- 2005: Pain Is Beauty (Kurzfilm)
- 2017–2018: Morde, die Schlagzeilen machten (Murder Made Me Famous, Fernsehdokuserie, 2 Episoden, verschiedene Rollen)
- 2018: Overexposed (Fernsehfilm)
- 2018: Banned in Boise (Fernsehserie, Episode 1x01)
- 2018: Rich Africans (Fernsehserie, 3 Episoden)
- 2018: Twisted Sisters (Fernsehdokuserie, Episode 1x04)
- 2018: People Magazine: Investigativ (Fernsehdokuserie, Episode 3x02)
- 2018: End of the World – Gefahr aus dem All (End of the World)
- 2018–2019: Totally TV (Fernsehserie, 57 Episoden, verschiedene Rollen)
- 2019: Dirty John: The Dirty Truth (Fernsehdokumentation)
- 2019: All American (Fernsehserie, Episode 1x12)
- 2019: Sargasso
- 2019: Life After Power Rangers (Fernsehserie, Episode 1x03)
- 2019: Psycho BFF (Fernsehfilm)
- 2019: All Roads to Pearla
- 2019–2020: The Family Business (Fernsehserie, 8 Episoden)
- 2020: Beast Beast
- 2020: Shark Season – Angriff aus der Tiefe (Shark Season)
- 2020: Totally WOW (Fernsehserie, 2 Episoden)
- 2023: Castaways
- 2023: Reservation Dogs (Fernsehserie, Episode 3x03)